# Pinguicula vulgaris

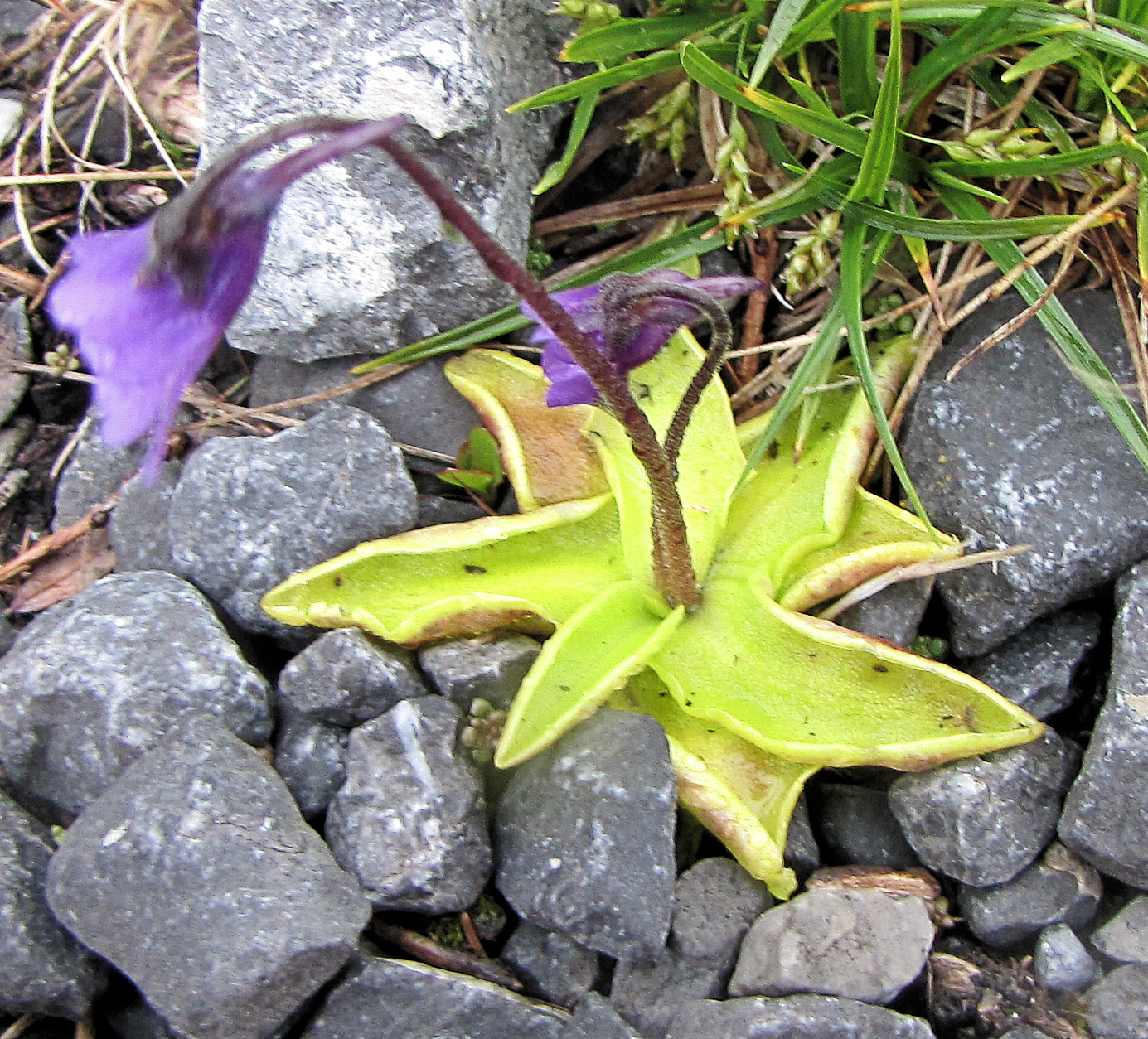
En Burnt Cape Ecological Reserve, Terranova y Labrador.

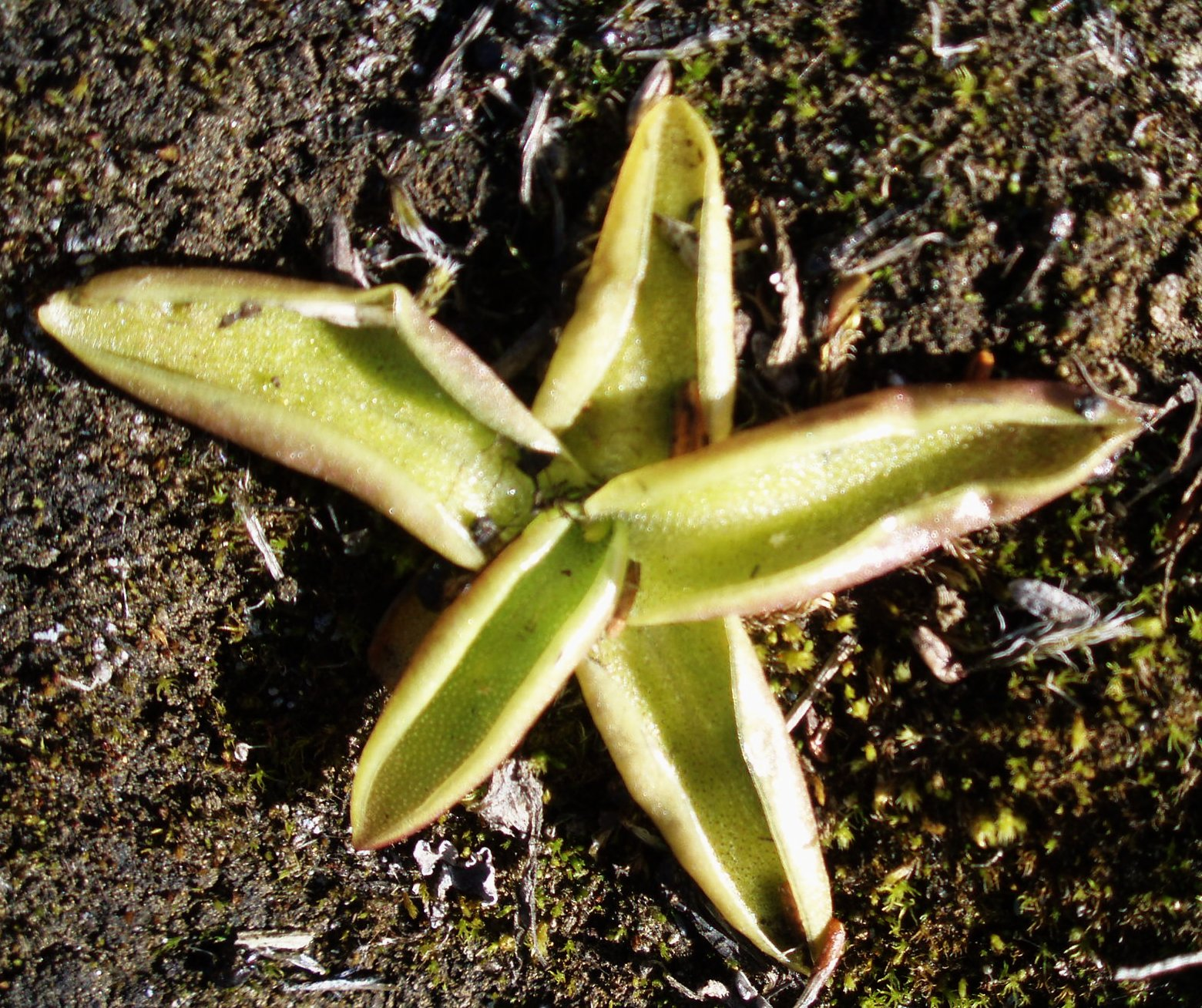
Pinguicula vulgaris cerca de Mývatn, norte de Islandia

Pinguicula vulgaris, llamada grasilla o tiraña, es una especie de planta carnívora perennifolia perteneciente a la familia Lentibulariaceae.

## Descripción
Crece hasta una altura de 3-16 cm, y se remata con una flor de color púrpura y blanco de vez en cuando, la flor es de 15 mm o más, con forma de embudo. Sus raíces son muy finas teniendo un sistema radicular bastante pequeño para el tamaño que puede alcanzar. Esta planta suele tener de 3 a 6 hojas curvadas hacia arriba lo cual es un rasgo muy característico que permite diferenciarla del resto de pinguiculas. A pesar de que no se aprecia a simple vista el pegamento que las recubre no son más que pequeños tentáculos que atrapan a sus presas.La flor de la Pinguicula Vulgaris crece en lo alto de un tallo delgado y curvo que puede alcanzar los 10 centímetros de altura y que crea flores de color morado intenso en los meses de junio y julio.

## Hábitat
Pinguicula vulgaris crece en alrededores húmedos como pantanos y ciénagas, en zonas bajas o subalpinas.

## Distribución
Tiene una distribución general en la región Circumboreal, siendo nativa de casi todos los países de Europa, así como de Rusia, Canadá y los Estados Unidos. Es una especie nativa de los entornos con inviernos fríos, producen un brote resistente al invierno, encontrándose en reposo (hibernáculos) durante esa estación.

## Taxonomía
Pinguicula vulgaris fue descrita por Carlos Linneo y publicado en Species Plantarum 1: 17. 1753.
Sinonimia
subsp. macroceras (Pall. ex Link) Calder & Roy L.Taylor
- Pinguicula macroceras Pall. ex Link
- Pinguicula vulgaris var. macroceras (Pall. ex Link) Herder	[4]